# Muntanyes Cardamom
Les Muntanyes Krâvanh, literalment les "Muntanyes Cardamom" és una serralada de muntanyes del sud-oest de Cambodja i Tailàndia oriental. Tenen una llargada d'uns 300 km i una amplada d'uns 70 km

## Descripció
La serralada s'estén des de la província Koh Kong al Golf de Tailàndia fins al districte Veal Veang de la província de Pursat, i al sud-est per les Muntanyes Dâmrei. El punt més alt és Phnom Aural de 1.813 m. També és el cim més alt de Cambodja.
La selva tropical plujosa predomina en els vessants occidentals on la pluviometria arriba a 3.800–5.000 litres. Contrasta amb els només 1.000 a 1.500 litres en llocs com el Parc Nacional Kirirom per efecte de l'ombra pluviomètrica. Als vessants orientals es cultiven les espècies cardamom i pebre negre.

## Ecologia

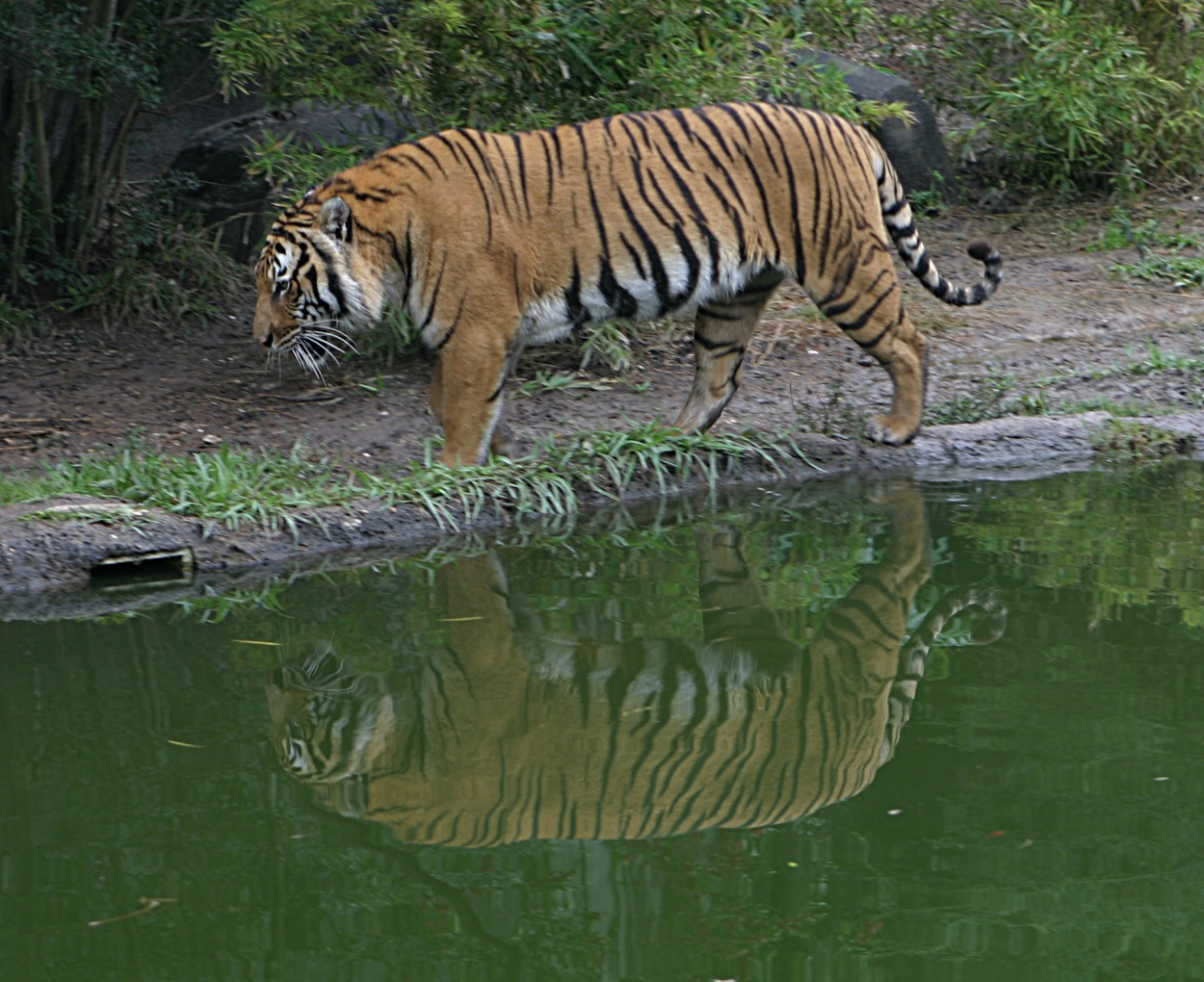
Tigre d'Indoxina

Són muntanyes relativament aïllades amb boscos tropicals de fulla ampla que juntament amb les Muntanyes Elefant formen l'ecoregió anomenada Boscos humits de les Muntanyes Cardamom. Està separada d'altres selves plujoses per l'Altiplà Khorat al nord. L'illa del Vietnam Phú Quốc té una vegetació similar i està inclosa en aquesta ecoregió.
Hi ha la conífera nana Dacrydium elatum el Pi Tenasserim, l'arbre Hopea pierrei, les angiospermes Anisoptera costata, Anisoptera glabra, Dipterocarpus costatus, Hopea odorata, Shorea hypochra, Caryota urens i Oncosperma tigillarium. Altres coníferes inclouen Pinus kesiya, Dacrycarpus imbricatus, Podocarpus neriifolius, P. pilgeri i Nageia wallichiana.

### Fauna
Es creu que hi viuen unes 100 espècies de mamífers com el Gran Civet indi i el Banteng salvatge. Es creu que aquestes muntanyes hostatgen 62 espècies d'animals en perill de desaparició i 17 arbres en perill i endèmics de Cambodja. Hi ha grans poblacions d'elefants asiàtics. També el tigre d'Indoxina, el lleopard nebulós (Pardofelis nebulosa), el Dhole (un gos silvestre) (Cuon alpinus), Gaur (Bos gaurus), Banteng salvatge (Bos javanicus), el Pseudonovibos spiralis,Hylobates pileatus, Capricornis sumatraensis), Pangolí de Sunda i la rata de Tenasserim. Hi ha com a mínim 34 espècies d'amfibis.
Als rius es troba el dofí Irrawaddy i dofins geperuts i el molt rar cocodril siamès i la gairebé extinta batagur baska, o Tortuga reial. Als boscos hi ha unes 450 espècies d'ocells incloent el Pavo bokorensis. Entre els rèptils es va classificar una nova espècie de gec del gènere Cnemaspis: C. neangthyi.

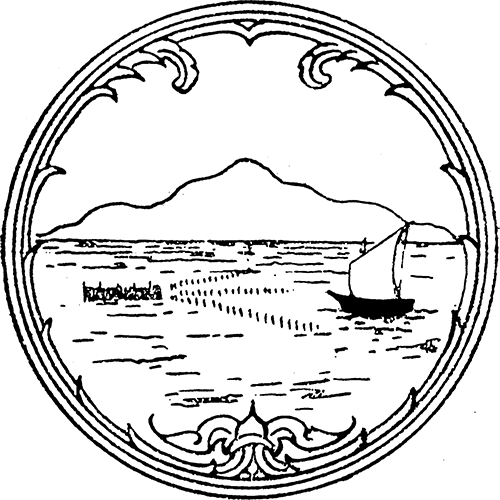
Segell oficial de la província de Trat.

## Simbologia
La silueta de les Muntanyes Cardamom apareixen al segell de la província tailandesa de Trat.

## Història
Les muntanyes contenen molts llocs històrics del segle xv al XVII, on es troben gerros de ceràmica exòtics d'uns 60cm i taüts de tronc tallat en brut, ubicats en cornises naturals de roca remotes repartides per les muntanyes. Els enterraments en gerres són una característica única d'aquesta regió i constitueixen una pràctica d'enterrament no registrada anteriorment en la història cultural Khmer. Les llegendes locals suggereixen que els ossos són les restes de la reialesa cambodiana.

### Art Rupestre
Tep Sokha, P. Bion Griffin i D. Kyle Latinis van fer un estudi en la regió de Kanam (2015). En una de les sessions vora 220 imatges separades foren identificades - la majoria elefants, cérvols, bous salvatges o búfals, humans que munten elefants i mamífers no identificables.

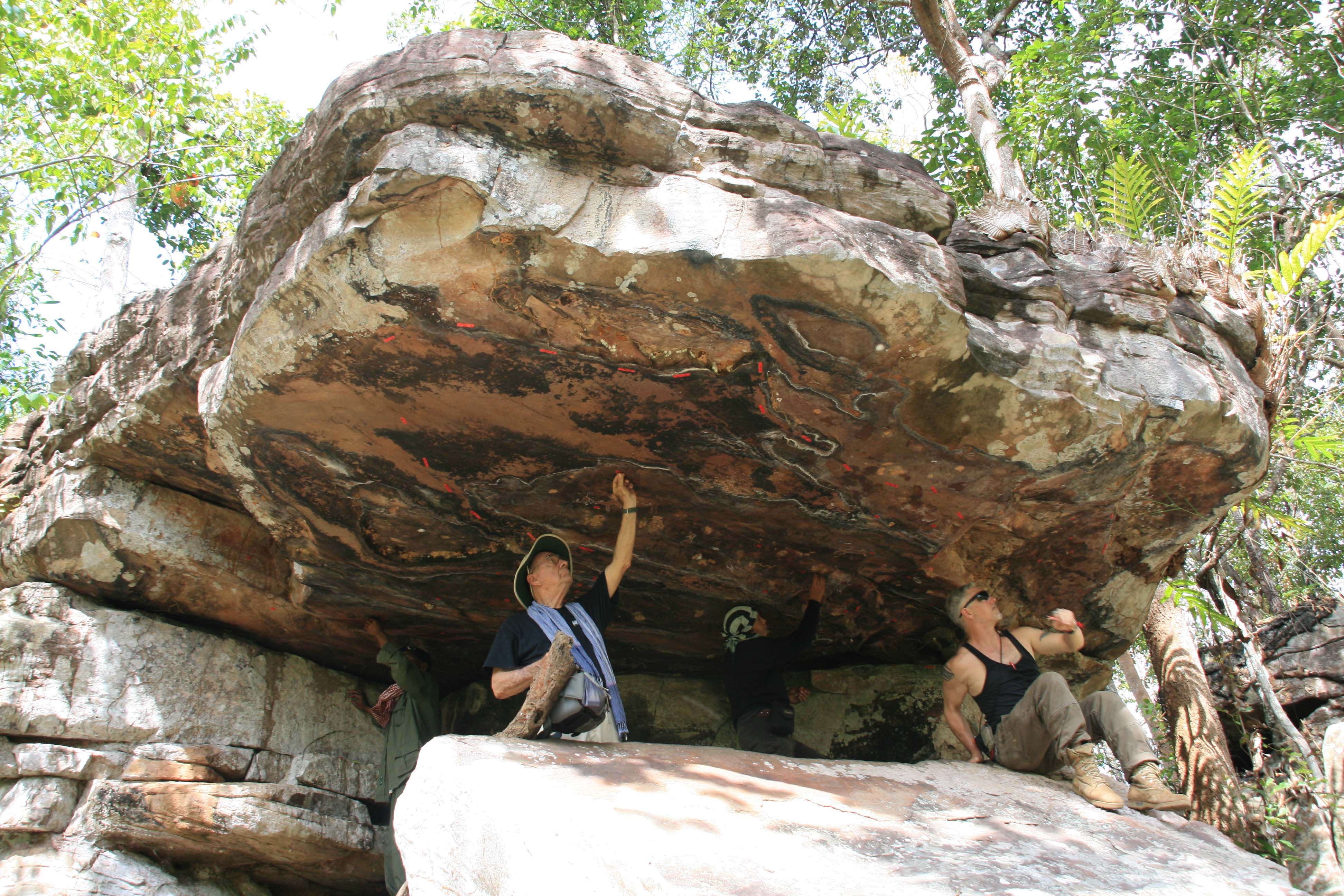
Enregistrant el sostre d'una antiga balma amb art rupestre en Kanam (2015)
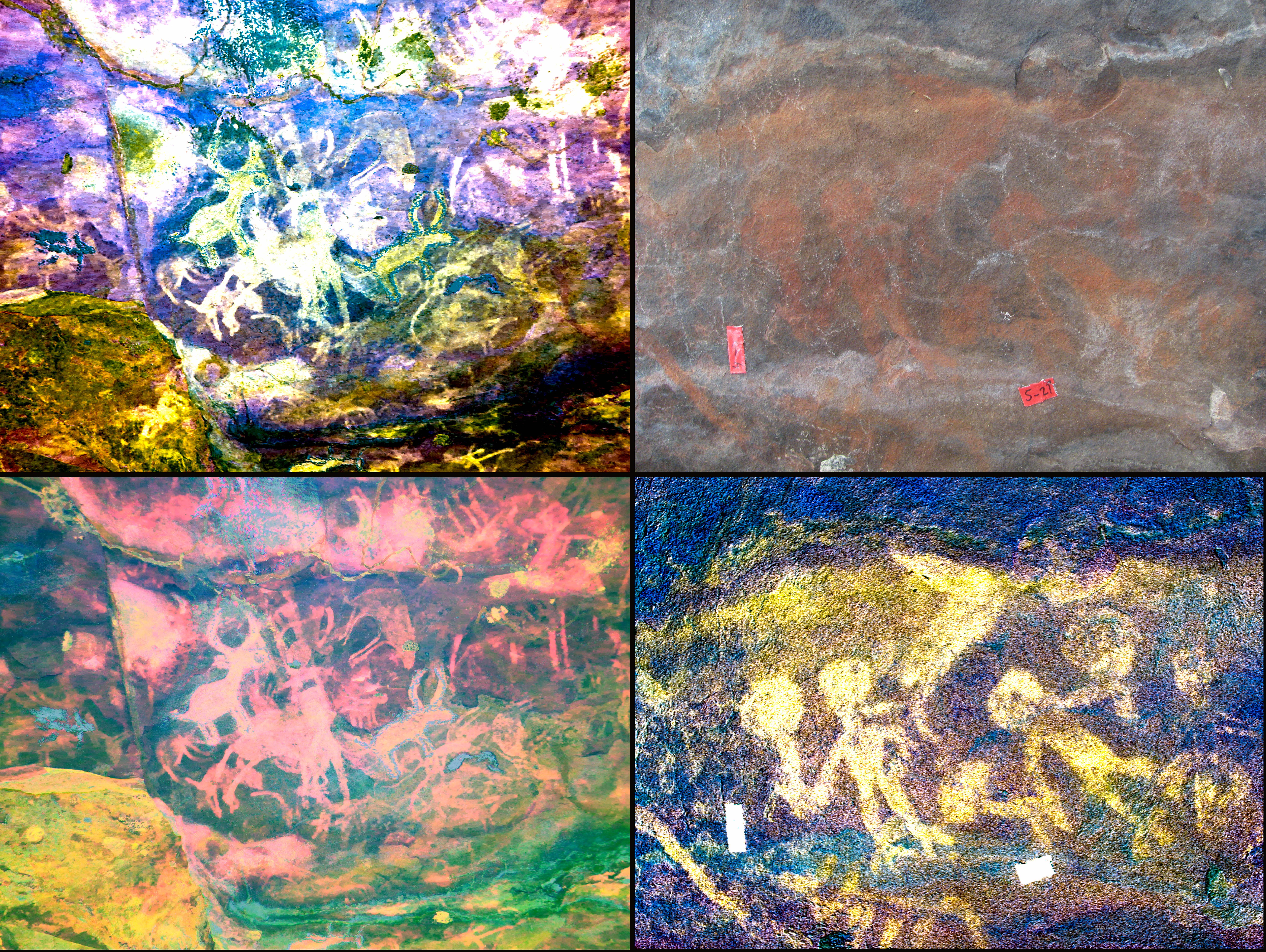
Imatges originals i millorades digitalment de pintures rupestres